# Masters of the Universe: The Super Adventure
Masters of the Universe: The Super Adventure, anche scritto Masters of the Universe: Super Adventure e conosciuto come Terraquake, è un videogioco di avventura testuale basato sul cartone animato He-Man e i dominatori dell'universo, pubblicato nel 1987 dalla U.S. Gold per BBC Micro, Commodore 64 e ZX Spectrum. Le versioni Commodore e Spectrum sono dotate di illustrazioni grafiche.